# Macapta grisea
Macapta grisea là một loài bướm đêm trong họ Noctuidae.